# Galatija (rimska provinca)
Galatija (latinsko: Galatia), rimska provinca v osrednji Anatoliji v sedanji Turčiji, ki jo je leta 25 pr. n. št. ustanovil prvi rimski cesar Gaj Avgust Oktavijan. Obsegala je večino nekdanje keltske Galatije, kjer se je naselilo keltsko pleme Galačani. Njeno glavno mesto je bila Ancira, sedanja Ankara.
Med Dioklecijanovimi reformami sta se severni in južni del Galatije odcepila. Severni del se je priključil k Paflagoniji, južni del pa k provinci Likaoniji. Med vladanjem cesarja Arkadija je bila okoli leta 398 razdeljena na Prvo Galatijo (Galatia Prima) in Drugo Galatijo (Galatia Secunda ali Galatia Salutaris). Prva Galatija je obsegala severovzhodni del stare province in obdržala glavno mesto Anciro, medtem ko je Druga Galatija obsegala jugovzhodno polovico stare province. Upravljal jo je praeses s sedežem v Pessinu (sedanja vas Ballıhisar, 13 km iz mesta Sivrihisar  ob cesti Ankara-Eskişehir). Obe provinci sta spadali v diocezo Pont. Med vladanjem cesarja Justinijana I. sta bili za kratek čas (536-548) ponovno združeni v eno provinco. Celotna regija je bila v drugi polovici 7. stoletja vključena v novoustanovljeno Anatolsko temo (Anatolikon), sledovi stare provincijske uprave pa so se ohranili vse do začetka 8. stoletja. 
Glej tudi:
- Galatska vojna